# Osówka (powiat hajnowski)
Osówka – wieś w Polsce położona w województwie podlaskim, w powiecie hajnowskim, w gminie Czyże.
Wieś królewska w leśnictwie  bielskim w ziemi bielskiej województwa podlaskiego w 1795 roku.  W latach 1975–1998 miejscowość należała administracyjnie do województwa białostockiego.
Wieś w 2011 zamieszkiwały 83 osoby.
Prawosławni mieszkańcy wsi należą do parafii Zaśnięcia Najświętszej Maryi Panny w Czyżach, a wierni kościoła rzymskokatolickiego do parafii Podwyższenia Krzyża Świętego i św. Stanisława, Biskupa i Męczennika w Hajnówce.

## Turystyka
Przez wieś przebiega tzw. Carski Szlak (Carski Hostineć) biegnący przez Bielsk do Białowieży, którym podróżowali rosyjscy carowie oraz książęta i arystokraci.

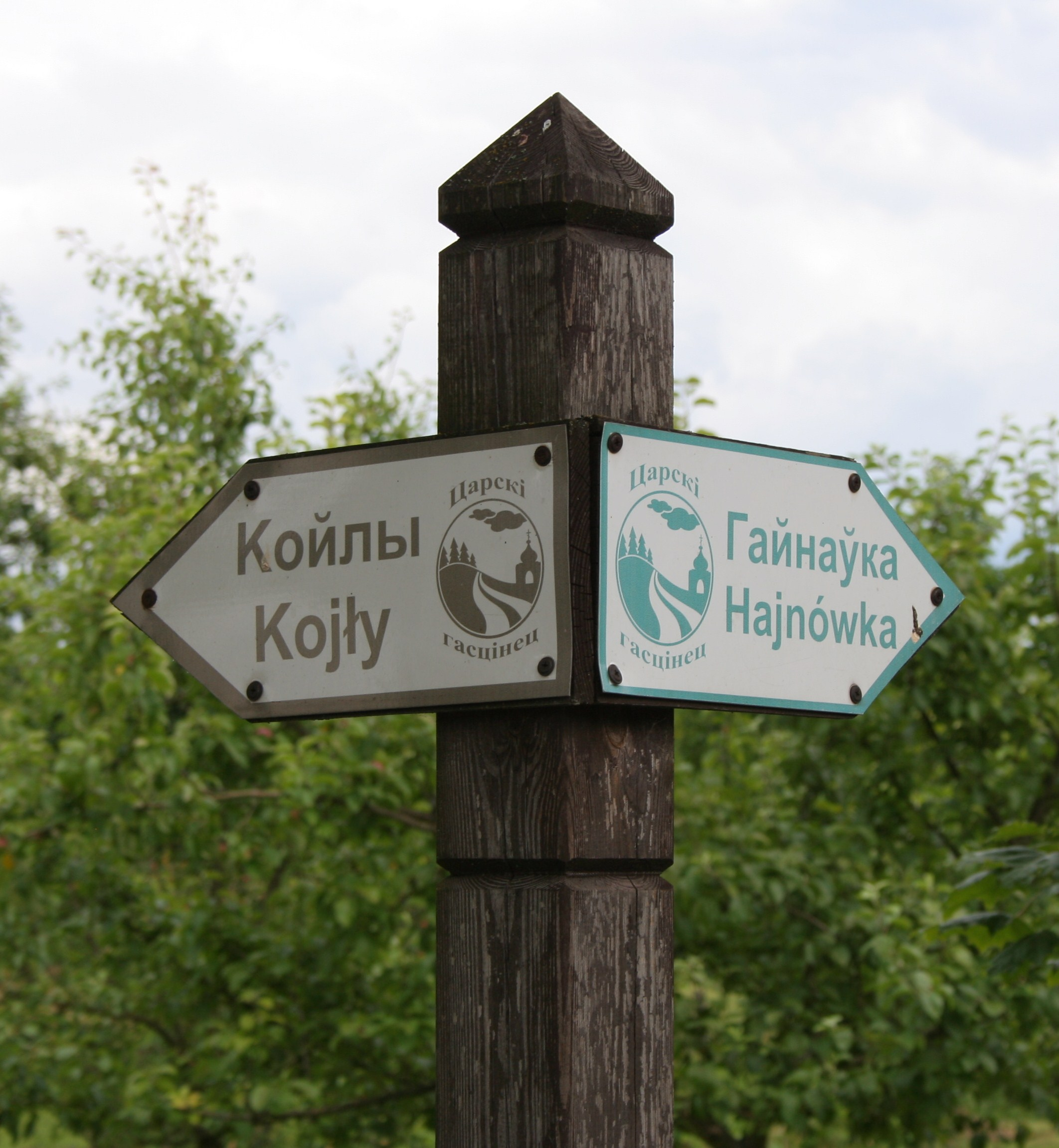
Dwujęzyczny drogowskaz w Osówce